# کلیسای کاتولیک در ایالات متحده آمریکا

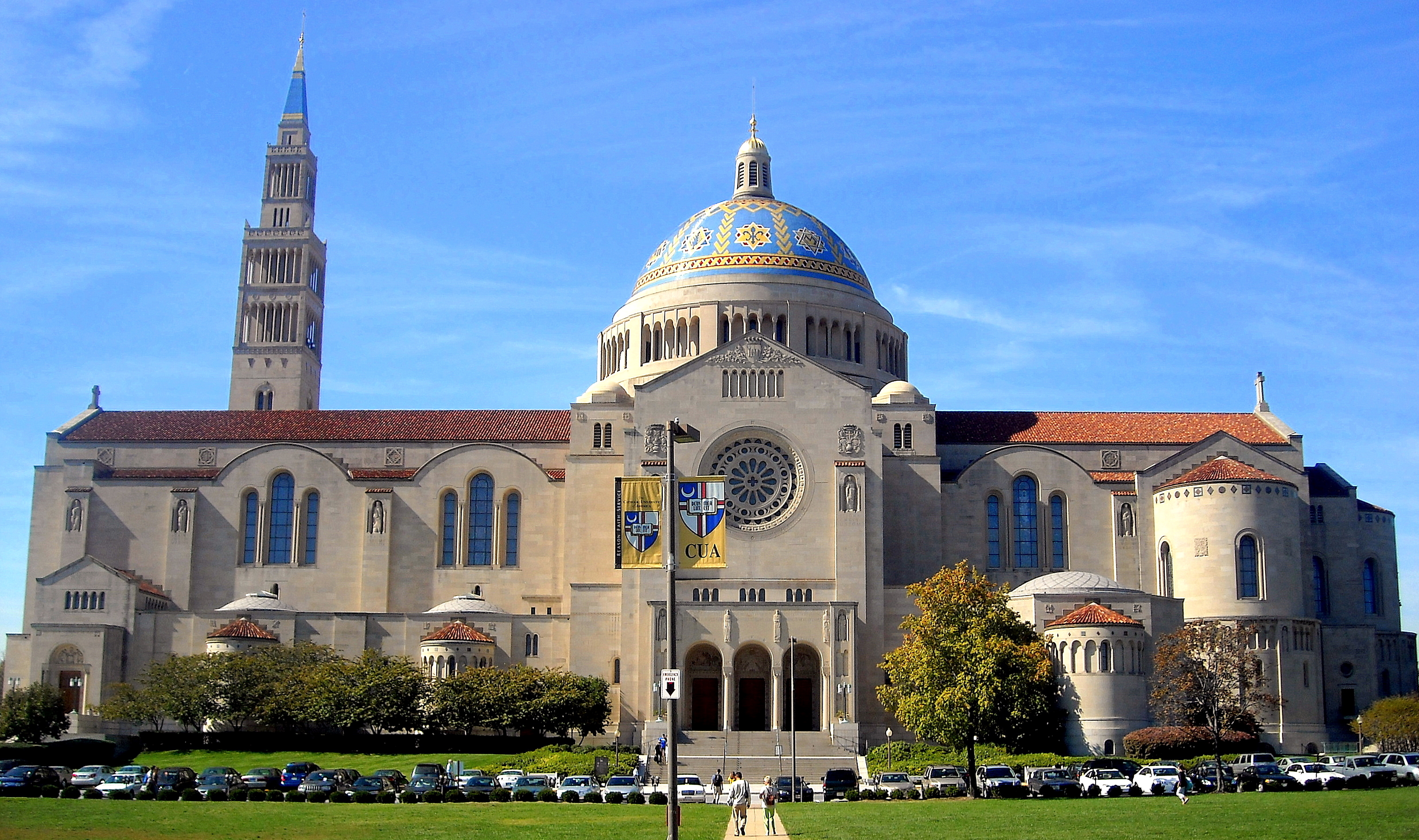
باسیلیکای حرم ملی لقاح معصومانه در واشینگتن، دی.سی.، بزرگ‌ترین کلیسای کاتولیک در آمریکا و آمریکای شمالیست..

کلیسای کاتولیک در ایالات متحده آمریکا (انگلیسی: Catholic Church in the United States) بخشی از کلیسای کاتولیک در سرتاسر جهان است.
این کلیسا با ۶۹٫۴ میلیون عضو بزرگ‌ترین بدنهٔ مذهبی در آمریکاست که ۲۲٪ از کل جمعیت را در بر می‌گیرد. آمریکا دارای چهارمین جمعیت بزرگ کاتولیک در جهان پس از برزیل، مکزیک و فیلیپین و دارای بزرگ‌ترین جمعیت کاتولیک انگلیسی زبان است.